# アルトフルート
アルトフルートはフルート属の楽器のひとつで、木管楽器に属する。コンサート・フルートの低音用の拡張として、フルート・ダモーレの次に位置する。低音域の目立ってやわらかい音色を特徴とする。ト調の移調楽器であり、ピッコロやバスフルートと同様に、ハ調のフルートと指使いは同じである。
アルトフルートの管はコンサート・フルートよりもかなり太く、演奏者はより多くの息を必要とする。このため、低音域の1オクターブ半でデュナーミクの変化をつけやすい。
アルトフルートのデザインを完成し、ト調（記譜より4度低い）に音程を定めたテオバルト・ベームは、この楽器を好んでいた。
音域はG3（中央ハの下のト音）からG6（実音でト音譜表の上第4線、三点ト）までで、さらに最高音域としてD♭7まで伸ばすことができる。
イギリスの音楽ではアルトフルートのことをしばしばバスフルートと称するが、同じ名前の楽器が別に存在するために混乱のもとになっている。名称の混乱の原因は、現代のコンサート・フルートの音域がルネサンス時代のテナー・フルートと同じであることに起因し、テナー・フルートより低い音域の楽器なのでバスと呼ばれるのである。

## 頭部管の形状

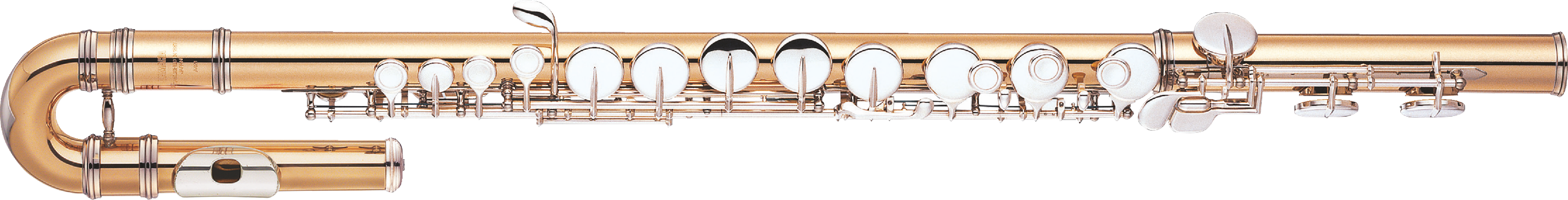
U字形の頭部管をもつアルトフルート

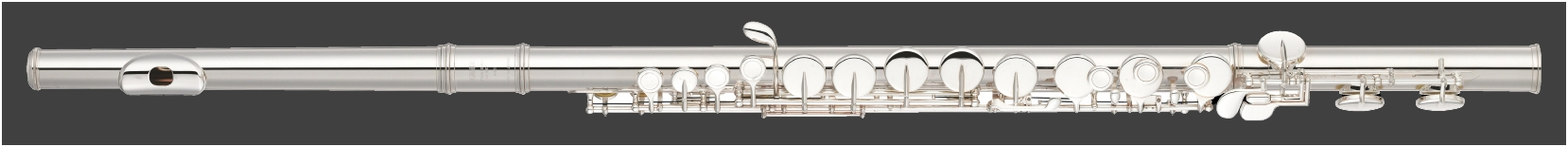
まっすぐな頭部管をもつアルトフルート

アルトフルートの頭部管にはU字形のものとまっすぐなものの2種類の形状がある。U字形の頭部管は腕を伸ばす必要が少なくなるため、小さな演奏者に好まれ、重心が演奏者に近づくために、より軽く感じられる。しかしながら、まっすぐな頭部管の方が全体的に調音が優れており、より一般的に使われる。
アルトフルートのアンブシュアはコンサート・フルートのものに近いが、楽器の大きさに比例して大きくなる。したがって、吹口は下唇のより下の位置にあたり、唇の開きはより大きくなる。

## 楽曲
以下の一覧は完全であることを目的としていない。もっともよく演奏され、よく知られた代表的な曲の例としてあげてある。また、もともと他の楽器のために書かれて、後にアルトフルート用に編曲された楽曲は原則として除外されるが、例外として非常によく知られた作品は含まれており、その場合は本来の楽器を注記している。

### アルトフルートのみの曲
- ブルーノ・バルトロッツィ： 『カンティレーナ』
- ガース・バクスター： 『柳の木による変奏曲』
- ジョナサン・ベイリー：『パンのための音楽』(1982)
- マイケル・チャーニ＝ウィルズ：『Trystyng』
- フィリップ・チャプロフスキ：『Elegia』(2007)
- チャールズ・ディレイニー：『「シーズ・オブ・ラヴ」による変奏曲』(1989)
- アレクサンダー・ゲール：『Ariel Sing』(2003)
- フィリップ・エルザン：『5つのミニアチュア』(1995)
- ダニエル・ケスナー：『A Serene Music』(2012)
- コリーン・モーシンク：『アンドロマケー』(2010)
- パトリック・ナン：『Maqamat』(2002)
- マイケル・オリバ：『Les Heures Bleues』(2013)
- エドウィン・ロクスバラ：『ダイシャクシギ』(1994)
- カイヤ・サーリアホ：『風の色』(1998)
- ハービー・ソルバーガー：『Hara』
- カールハインツ・シュトックハウゼン:
  - 『Susanis Echo』、3. ex Nr. 58+1⁄2 (1985)
  - 『Xi』、3. ex Nr. 55 (1986)
- デービッド・ベネット・トーマス：『Carla』(2012)

### アルトフルートとピアノ
- トム・フェボニオ：『アルトフルートとピアノのためのソナタ』
- ダニエル・ケスナー：『Simple Motion』(1993)
- メルヴィン・ローフ：『Passing Thoughts』
- フィリス・ルーク：『As The Clouds Parted』
- アンドルー・マクバーニー：『The Moon by Night』(2003)
- マイク・モワー：『ソネット』
- ローラ・ペティグルー：『Offertoire』

### アルトフルート、ピアノ、電子楽器
- ジョン・パーマー『Afterglow』

### 管弦楽曲
クラシック音楽でアルトフルートが登場する早い例としてはニコライ・リムスキー＝コルサコフのオペラ『ムラダ』がある。アルトフルートは特にイーゴリ・ストラヴィンスキーとモーリス・ラヴェルに関連し、ふたりともさまざまな管弦楽曲でアルトフルートの特徴的な音色を利用した。ラヴェルの『ダフニスとクロエ』、ストラヴィンスキーの『春の祭典』、フランコ・アルファーノのオペラ『シラノ・ド・ベルジュラック』、セルゲイ・プロコフィエフの『スキタイ組曲』で使われている。ドミートリイ・ショスタコーヴィチはオペラ『賭博師』（未完）と『ムツェンスク郡のマクベス夫人』、および『交響曲第7番』で使用している。グスターヴ・ホルスト『惑星』のいくつかの楽章でも用いられる。20世紀音楽でもっとも有名なアルトフルートの用例のひとつにピエール・ブーレーズが書いたコントラルトと6人の器楽奏者による『ル・マルトー・サン・メートル』がある。
ハワード・ショアの『ロード・オブ・ザ・リング』の音楽を代表として、現代のさまざまな映画音楽でも使用される。1940年以前のハリウッド映画でもときどき使われることがあった。たとえばジェローム・カーンの『空とぶ音楽』(1932)と『Very Warm for May』(1939)がそうで、どちらもロバート・ラッセル・ベネットによってオーケストレーションがなされた（自筆スコアはアメリカ議会図書館音楽部門のジェローム・カーン・コレクションが所蔵する）。

## 演奏家
最近になってアルトフルートを専門とする演奏家が多数出現した。フランスの即興演奏家・作曲家であるクリスティアン・ル・デレジール、アメリカのクリス・ポッター、イギリスのキングマ・システムのアルトフルート奏者カーラ・リーズ、ジャズ演奏家のアリ・ライアソンやブライアン・ランドルス、アメリカ出身で現在オーストラリアに住むピーター・シェリダン、スイスの作曲家・演奏家マティアス・ツィーグラーおよびシュテファン・ケラー、オランダの作曲家・演奏家アン・ラベルジュなど。日本では第21回日本フルートコンヴェンション・アルトフルート部門で優勝した奥野由紀子が、アルトフルート奏者としてオール・アルトフルート・プログラムによるリサイタルやCDをリリースしている。